# Akita (by)
 For alternative betydninger, se Akita. (Se også artikler, som begynder med Akita)
Akita (秋田市 Akita-shi) er en by i Japan.
Akita ligger i Regionen Tōhoku på den nordvestlige del af øen Honshu. Byen ligger ved Omono-flodens udmunding i det Japanske Hav. Den har 302.984(2021) indbyggere og er hovedby i præfekturet Akita.
Akita er en havneby med udskibning af blandt andet ris. I byen findes også petrokemisk og kemisk industri. Akita fik byrettigheder den 1. april 1889.